# Les Croquignoles
Les Croquignoles est une série télévisée jeunesse québécoise en 99 épisodes de 30 minutes diffusée du 12 juillet 1963 au 22 mai 1967 à la Télévision de Radio-Canada.

## Distribution
- Marthe Mercure : Mirabelle
- Luc Durand : Gobelet
- Marc Favreau : Berlingot
- Suzanne Lévesque : Isabelle
- Jean-Louis Millette : Paillasson
- Marcel Sabourin : Mandibule

Note: le personnage de Mirabelle ne dura que le premier été. Il fut ensuite remplacé par le personnage d’Isabelle pour le reste des trois saisons.

## Synopsis des épisodes

### Saison 1963-1964
1. Mirabelle a disparu…. Premier épisode de la saison et de la série. Aucun synopsis disponible. Diffusion : le vendredi 12 juillet 1963, à 17:00.
2. Le Camping. aucun synopsis. Diffusion : le vendredi 19 juillet 1963, à 17:00.
3. Un drôle de poisson…. Diffusion : le vendredi 26 juillet 1963, à 17:00.
4. L’Homme volant. Diffusion : le vendredi 2 août 1963, à 17:00.
5. La Demoiselle à la citrouille. Diffusion : le vendredi 9 août 1963, à 17:00.
6. Les Cow-boys. Diffusion : le vendredi 16 août 1963, à 17:00.
7. Heureux anniversaire. Diffusion : le vendredi 23 août 1963, à 17:00.
8. Les Indiens. Diffusion : le vendredi 30 août 1963, à 17:00.
Aucun titre ou synopsis du vendredi 6 septembre au vendredi 4 octobre 1963. Lors de ce dernier épisode, on indique toujours Marthe Mercure dans le rôle de Mirabelle. La série reprend les samedis à partir du 12 octobre 1963
9. Berlingot veut emprunter. Diffusion : le samedi 12 octobre 1963, à 12:00.
10. Les Croquignoles aident Isabelle à faire le ménage. Note : première mention du personnage d’Isabelle. Le personnage d'Isabelle remplacera le personnage de Mirabelle jusqu'à la fin de la série. Il est possible cependant que le personnage d'Isabelle soit apparu dans l'épisode du 12 octobre 1963. À confirmer. Diffusion : le samedi 19 octobre 1963, à 12:00.
11. Les Croquignoles sont magiquement transportés au Palais de glace dans l’atmosphère du Carnaval de Québec. Diffusion : le samedi 8 février 1964, à 12:00.
12. Les Croquignoles veulent se creuser une piscine. Diffusion : le samedi 25 avril 1964, à 12:00.
Le dernier épisode de la saison 1963-1964 des Croquignoles fut diffusé le 30 mai 1964, à 12:00. Aucun titre ou synopsis disponible.
Le télé-horaire La Semaine à Radio-Canada n’indique aucun autre titre ou synopsis pour cette saison.

Source: La Semaine à Radio-Canada et Ici Radio-Canada - horaire de la télévision

### Saison 1964-1965
1. Mandibule a découvert un philtre. Premier épisode de la saison. Diffusion : le jeudi 22 octobre 1964, à 17:30.
2. La machine réductrice est complétée. Diffusion : le jeudi 29 octobre 1964, à 17:30.
3. Berlingot a perdu la raison. Diffusion : le jeudi 5 novembre 1964, à 17:30.
4. Isabelle est invitée à un bal. Diffusion : le jeudi 12 novembre 1964, à 17:30.
5. Mandibule se proclame le plus grand des magiciens. Diffusion : le jeudi 19 novembre 1964, à 17:30.
6. Gobelet s’amuse fermement aux dépens de ses copains. Diffusion : le jeudi 26 novembre 1964, à 17:30.
7. Gobelet vend des bonbons. Diffusion : le jeudi 3 décembre 1964, à 17:30.
Le dernier épisode de la saison fut présenté le jeudi 24 juin 1965, à 17:30. Aucun synopsis n’est indiqué.

Source: La Semaine à Radio-Canada et Ici Radio-Canada - horaire de la télévision

### Saison 1965-1966
1. Pendant l’été, Mandibule s’est acharné dans son laboratoire à compléter une machine réductrice. Premier épisode de la saison. (possiblement une reprise) Diffusion : le jeudi 9 septembre, à 17:30.
2. Berlingot a perdu la mémoire. (possiblement une reprise) Diffusion : le jeudi 16 septembre, à 17:30.
3. Mandibule se proclame le plus grand des magiciens. (possiblement une reprise) Diffusion : le jeudi 23 septembre, à 17:30.
4. Mandibule est somnambule. Diffusion : le jeudi 3 février 1966, à 17:30.
6. Paillasson veut apprendre à faire marcher quelqu’un. Diffusion : le jeudi 19 mai 1966, à 17:30.
7. « Pingouins, humour et fantaisie ». Dernier épisode de la saison. Diffusion : le jeudi 26 mai 1966, à 17:30.

Source: La Semaine à Radio-Canada et Ici Radio-Canada - horaire de la télévision

### Saison 1966-1967
1. « Mandibule psychiatre ». Premier épisode de la saison. Diffusion : le lundi 5 septembre 1966, à 17:30.
2. « La Riropleurautomate ». Diffusion : le lundi 12 septembre 1966, à 17:30.
3. « Vol en scie dièse ». Diffusion : le lundi 19 septembre 1966, à 17:30.
4. « Les Mémoires de Mandibule ou Mandibule psychiatre ». Diffusion : le lundi 26 septembre 1966, à 17:30.
5. « Drôle de catin ». Diffusion : le lundi 3 octobre 1966, à 17:30.
6. Le Catch. Diffusion : le lundi 28 novembre 1966, à 17:30.
7. Le Catch. Possiblement une reprise ou une erreur. Diffusion : le lundi 5 décembre 1966, à 17:30.
8. « La Bicyclette d’Isabelle ». Diffusion : le lundi 9 janvier 1967, à 17:30.
9. « Les Machines ». Diffusion : le lundi 30 janvier 1967, à 17:30.
10. Mandibule décide d’enseigner. Paillasson, Gobelet et Berlingot seront ses élèves. Diffusion : le lundi 20 février 1967, à 17:30.
11. Aujourd’hui, c’est la fête. Gobelet est très déçu quand il s’aperçoit que Paillasson est le héros de la fête. Diffusion : le lundi 27 février 1967, à 17:30.
12. « La fièvre monte à El Croco ». Isabelle a perdu la voix, elle a vu une souris. Les Croquignoles sont peu brave devant ce danger. Diffusion : le lundi 6 mars 1967, à 17:30.
13. « Isabelle a rendez-vous avec la lune ». Isabelle est amoureuse de Pierrot de la lune. Berlingot, pour la taquiner, lui fera voir des Pierrot de toutes les couleurs jusqu’à l’arrivée du vrai Pierrot. Diffusion : le lundi 13 mars 1967, à 17:30.
14. « Isabelle et la bête ». Les Croquignoles veulent distraire Paillasson. On invente un dragon. Le dragon capturé, on découvre Gobelet et Berlingot. Paillasson est redevenu lui-même, mais Mandibule, qui avait cru à cette histoire, décide de se venger. Diffusion : le lundi 20 mars 1967, à 17:30.
15. « Une grande coquette ». Pour consoler Isabelle qui n’a pas de robe pour le bal, Mandibule lui en confectionne une. Diffusion : le lundi 27 mars 1967, à 17:30.
16. « S’en ira, s’en ira pas ». Isabelle veut faire du théâtre et décide de partir. Les Croquignoles écrivent une pièce et construisent une scène. Devant ce déploiement, Isabelle, heureuse, remet son départ. Diffusion : le lundi 3 avril 1967, à 17:30.
17. « Bucephale le robot ». Diffusion : le lundi 10 avril 1967, à 17:30.
18. « Le Chevalier ». Mandibule raconte à Gobelet et à Paillasson le conte du chevalier à la tête de mort. Nos héros sont impressionnés et croient qu’Isabelle est la princesse décrite dans le conte. Diffusion : le lundi 1er mai 1967, à 17:30.
19. Isabelle en a assez d’être une fille et veut devenir un garçon.  Tous les accessoires féminins prenne le panier, sauf sa poupée.  Les Croquignoles lui prouve avec doigté qu’être fille est préférable. Diffusion : le lundi 8 mai 1967, à 16:30.
20. « Crimes et châtiment ».  Heureux, les Croquignoles nous montrent leur trésor, une photo du groupe.  Berlingot par bravade, a sali la photo.  Gobelet, distrait, endosse cet accident.  Berlingot, témoin du découragement de Gobelet, expliquera l’accident, ayant eu à subir la punition que Gobelet se réservait.  Diffusion : le lundi 15 mai 1967, à 16:30.
21. « Bagatelle ».  les Croquignoles sont poètes.  Chacun veut lire son poème à Isabelle.  Berlingot décide de changer les idées à tous.  Il déguise Gobelet en vache savante.  Isabelle devient jalouse de l’intérêt que portent les Croquignoles à la vache savante.  Diffusion : le lundi 22 mai 1967, à 16:30.  Dernier épisode de la saison et de la série.

Source:  La Semaine à Radio-Canada et Ici Radio-Canada - horaire de la télévision

## Scénarisation
- Luc Durand
- Marc Favreau
- Marthe Mercure
- Jean-Louis Millette
- Marcel Sabourin

## Réalisation
- Hubert Blais
- René Boissay
- Maurice Falardeau

## Commentaire
- Les Croquignoles[3] était une troupe de théâtre itinérante qui donnait un nouveau spectacle devant public dans un endroit différent (généralement une école) à chaque semaine.

- Fernand Doré, Pierre Castonguay et André Pagé, responsables des émissions jeunesse à Radio-Canada, ont contribué grandement à la création des émissions Les Croquignoles et La Ribouldingue.

- Les Croquignoles est l'une, sinon la première, dramatique d'une demi-heure pour la jeunesse à Radio-Canada.

- Le télé-horaire La Semaine à Radio-Canada, Vol. XVI, no 22, semaine du 26 février au 4 mars 1966, annonce une émission spéciale intitulée Fête d’enfants diffusée le dimanche 27 février 1966 de 14:00 à 14:30.

Dans le même numéro de La Semaine à Radio-Canada, nous retrouvons à la page 2, un article sur l'émission Fête d’enfants :
« Le dimanche 27 février, de 2 heures à 2 h 30 de l’après-midi, on pourra voir, à la télévision, un reportage sur une fête d’enfants réalisé la veille au Centre Marquette, dans l’est de la Métropole.  Cette manifestation sera organisée par Radio-Canada, à l’occasion de la Quinzaine de la télévision.
Prendront part à la fête plusieurs personnages et animateurs des émissions pour enfants : Monsieur Surprise (Pierre Thériault), l’équipe des Croquignoles, Lise LaSalle et Jean Besré (animateurs de l’émission Tour de terre), Michel, le Magicien (Michel Cailloux), Sol et Bouton de la Boîte à Surprise (Marc Favreau et Yvon Dufour), le pirate Maboule (Jacques Létourneau) et Herbert Ruff.
Hubert Blais réalisera cette émission qui promet de faire passer d’agréables moments. »
Dans cette émission, Sol et Berlingot n'apparaissaient pas en même temps sur scène, puisque Marc Favreau personnifiait Berlingot au sein des Croquignoles et Sol dans Sol et Bouton.  D’autre part, c’est la première fois, à notre connaissance, que sont réunis dans un même spectacle Gobelet et Sol.  Le personnage d'Isabelle était probablement aussi présent puisqu'elle faisait partie des Croquignoles.
- Durant la saison 1967-1968 de La Boîte à Surprise, Jean-Louis Millette et Marcel Sabourin, reprendront leur rôle respectif de Paillasson et de Mandibule pour l'émission La Ribouldingue.

- Plus tard, durant la saison 1968-1969, Marc Favreau reprendra son personnage de Sol créé quelques années plus tôt au sein de La Boîte à Surprise et s'associe avec Luc Durand qui reprendra son rôle de Gobelet pour l'émission Sol et Gobelet.  Suzanne Lévesque participera également à l'émission incarnant le rôle d'Isabelle.

- Au sujet de la naissance de Paillasson et de Gobelet, voici les explications de Jean-Louis Millette ...  Et Paillasson, hé?  Il a créé le personnage, l'a tenu en vie pendant dix ans.  Gobelet et Marie Quat'Poches sont aussi sortis de son imagination.  Il écrivait les textes  (i.e. Les Croquignoles et Marie Quat'Poches de La Boîte à Surprise des débuts de la série vers 1963 à 1967)[4]

## Homonymie
Croquignol et Ribouldingue (La Ribouldingue) sont des noms des personnages de la bande dessinée Les Pieds nickelés.
Les croquignoles sont également une variété de pâtisserie.